# ناتاليا بارانسكايا
ناتاليا فلاديميروفنا بارانسكايا (الروسية: Наталья Владимировна Баранская ؛ 31 يناير 1908-29 أكتوبر 2004) كاتبة سوفيتية للقصص القصيرة والروايات. كتبت بارانسكايا قصصها باللغة الروسية واكتسبت اعترافًا دوليًا بتصويرها الواقعي للحياة اليومية للمرأة السوفيتية.

## سيرة شخصية
ولدت بارانسكايا عام 1908 في سانت بيترسورج، روسيا. تخرجت في عام 1929 من جامعة موسكو الحكومية بدرجة علمية في فقه اللغة وعلم الأعراق البشرية. أصبحت أرملة حرب عام 1943، عندما توفي زوجها في الحرب العالمية الثانية. لديها طفلان ولم تتزوج مرة أخرى. لقد قامت بعمل ما بعد التخرج على الجانب بينما كانت تربي أطفالها وتتابع مهنة كمتخصصة في المتاحف. عملت في المتحف الأدبي ومتحف بوشكين في موسكو. بدأت كتابة القصص بعد تقاعدها من المتحف عام 1966، ونشرت قصتها الأولى عام 1968 في المجلة الأدبية الروسية نوفي مير. توفيت عام 2004 في موسكو، روسيا.

## الأعمال المنشورة
أشهر أعمال بارانسكايا هو «أسبوع مثل أي آخر»، وهو رواية روائية نُشرت لأول مرة في نوفي مير عام 1969. وقد حازت هذه القصة على شهرة دولية لها. [1] تم نشره في المجلة الأمريكية ريد بوك في عام 1971 تحت عنوان «المنبه في الخزانة»، وترجمتها إلى الإنجليزية بياتريس ستيلمان. ظهرت ترجمة مختلفة لإميلي ليرمان في The Massachusetts Review في عام 1974، وهذه المرة تحت عنوان «أسبوع مثل أي أسبوع آخر»، وهي ترجمة فضفاضة للعنوان الروسي الأصلي للرواية.
تمت كتابة رواية «أسبوع مثل أي شخص آخر» كحساب من منظور الشخص الأول لمدة أسبوع واحد في حياة أولغا فورونكوفا. بطلة الرواية هي عالمة أبحاث تبلغ من العمر 26 عامًا وأم متزوجة وأم لطفلين تعمل بدوام كامل مع قائمة التزامات لا تنتهي على ما يبدو في المنزل. أولغا في عجلة من أمرها وغالبًا ما تكون محرومة من النوم. تبدأ أيامها قبل السادسة صباحًا، وتنتهي بعد منتصف الليل، وهي مشغولة جدًا لدرجة أنه في نهاية كل يوم، لا يبدو أنها تجد الوقت أو الطاقة لإصلاح خطاف سقط من حمالة صدرها. إنها مجبرة على التفكير في حياتها اليومية عندما تواجه «استبيانًا للنساء» إلزاميًا في العمل - وهو استطلاع يطلب من أولغا (وجميع زميلاتها في العمل) حساب الوقت الذي تقضيه في الأعمال المنزلية ورعاية الأطفال وأوقات الفراغ في أسبوع. حول فئة الترفيه، تمزح أولغا قائلة إن هوايتها الوحيدة المتبقية هي رياضة الجري: الركض هنا وهناك، إلى المتجر وركوب الحافلة، دائمًا مع حقيبة بقالة ثقيلة في كل يد. يتطلب «الاستبيان الخاص بالنساء» أيضًا من أولغا أن تحسب عدد أيام العمل التي فاتتها في السنة، وتشعر بالخجل والذنب عندما تدرك أنها فقدت 78 يوم عمل بسبب مرض ابنها أو ابنتها. تقدم الرواية نظرة مفصلة وواقعية للواقع اليومي للمرأة السوفيتية في الستينيات.
نشرت بارانسكايا أكثر من ثلاثين قصة قصيرة ورواية، كثير منها يتعامل مع حياة المرأة السوفيتية ومشاكلها. [1] إلى جانب نشر القصص في المجلات الأدبية، نشرت عدة مجموعات. تضمنت مجموعاتها A Negative Giselle (Отрицательная Жизель، 1977)، لون العسل الداكن (твет темного меду 1977)، وThe Woman with the Umbrella (Женщина с зонтиком، 1981).
في عام 1989، تم نشر مجموعة من سبعة من أعمالها في الولايات المتحدة تحت عنوان أسبوع مثل أي شيء آخر: نوفيلاس وقصص، ترجمها بيتا مونكس إلى الإنجليزية. تعد حياة النساء العاملات اللواتي لديهن أطفال موضوعًا متكررًا في هذه القصص، التي نُشرت لأول مرة باللغة الروسية بين عامي 1969 و1986. ينتقل تركيز بارانسكايا من شخصية إلى شخصية، وتتطور قصصها ببطء، من خلال العمل والتفاصيل. نكتشف في «قضية بيتونين» من وجهة نظر رجل عن الجانب التافه للبيروقراطيين السوفيت، بينما يتتبع «لوبكا» إصلاح الأحداث الجانحين.